# Oriciopsis glaberrima
Oriciopsis glaberrima là một loài thực vật thuộc họ Rutaceae. Đây là loài đặc hữu của Cameroon. Chúng hiện đang bị đe dọa vì mất môi trường sống.